# El Casar (gmina)
El Casar – gmina w Hiszpanii, w prowincji Guadalajara, w Kastylii-La Mancha, o powierzchni 51,84 km². W 2011 roku gmina liczyła 11 622 mieszkańców.